# Scarred (Fernsehserie)

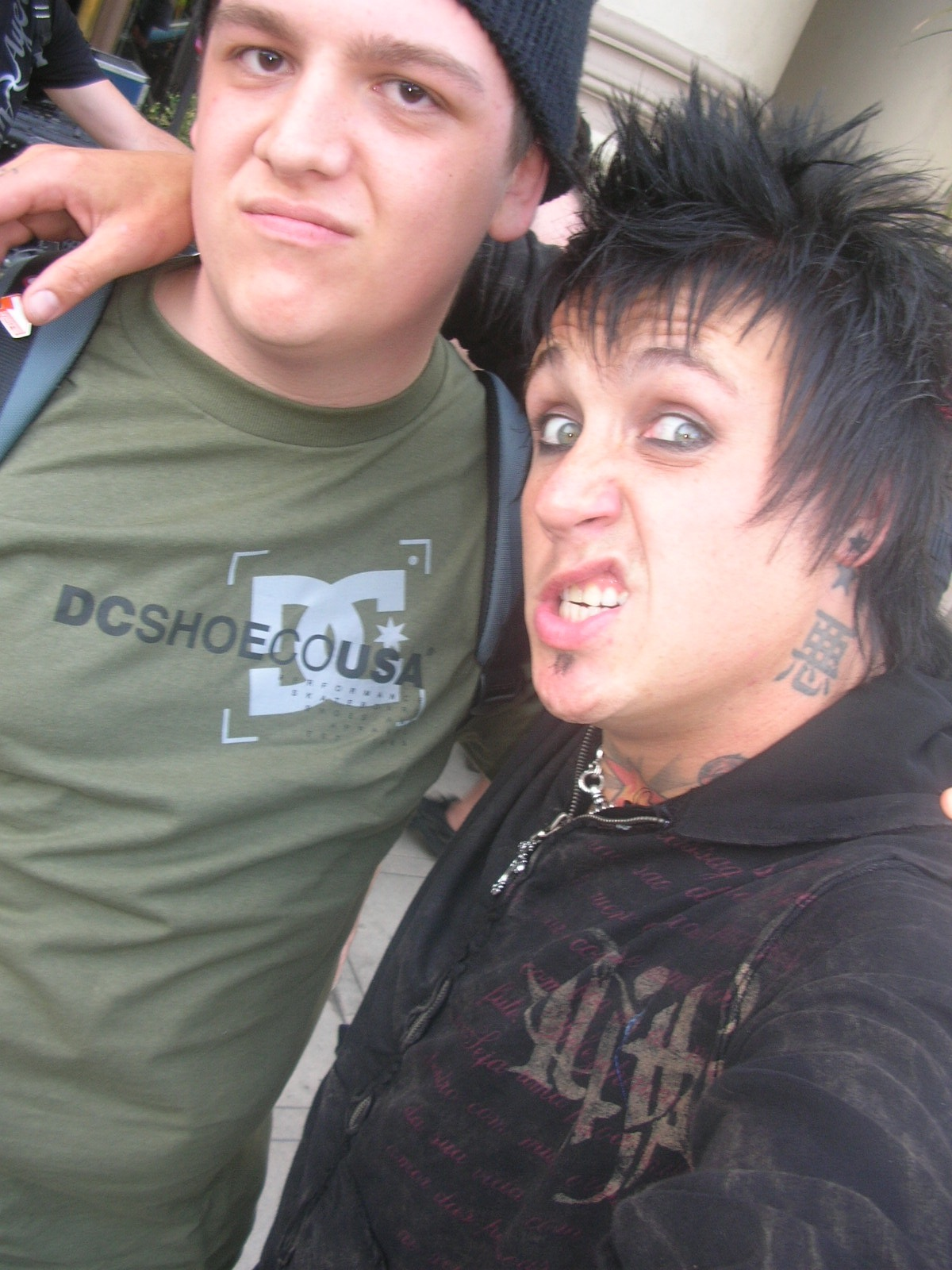
Scarred-Moderator Jacoby Shaddix (rechts)

Scarred (dt. vernarbt) ist eine US-amerikanische Fernsehserie, die 2007 das erste Mal auf MTV ausgestrahlt wurde. Der Moderator ist Jacoby Shaddix, der Sänger der Band Papa Roach. In Deutschland wurde die Serie bei MTV ausgestrahlt.

## Handlung
Die Serie behandelt echte Fälle von Menschen, die beim Ausführen diverser Stunts, meist auf Skateboards, Snowboards oder einem BMX-Rad, einen Unfall erlitten und teils schwer verletzt wurden. Der Titel der Serie bezieht sich auf die Narben (engl. scars), die nach diesen Unfällen häufig zurückbleiben. Neben Material der Unfälle selbst werden auch Interviews mit den betroffenen und deren Angehörigen gezeigt. Die Website TV.com beschreibt die Serie als „almost too painful to watch“ (deutsch etwa „fast zu schmerzhaft, um es sich anzusehen“).

## Episoden
Die Serie besteht aus zwei Staffeln mit jeweils zehn Episoden. In jeder Episode werden mehrere einzelne Fälle behandelt. Zusätzlich zu den normalen Episoden wurde ein Special namens Scarred Live gedreht, in dem professionelle Athleten einige der Stunts aus der Serie nachstellen. Zeitlich ist dieses Special zwischen den beiden regulären Staffeln eingeordnet.